# Zelotes capensis
Zelotes capensis este o specie de păianjeni din genul Zelotes, familia Gnaphosidae, descrisă de Fitzpatrick în anul 2007. Conform Catalogue of Life specia Zelotes capensis nu are subspecii cunoscute.